# Live from London (R.E.M.)
Live from London és un EP de la banda estatunidenca de rock alternatiu R.E.M.. Es va publicar el 26 de març de 2008 exclusivament per iTunes. És un dels diversos llançaments que forma part de la saga Live from London d'iTunes.

## Llista de cançons
Totes les cançons foren escrites i compostes per Bill Berry, Peter Buck, Mike Mills i Michael Stipe, excepte les indicades. 
| Núm.          | Títol                             | Composició         | Durada |
| ------------- | --------------------------------- | ------------------ | ------ |
| 1.            | «Living Well Is the Best Revenge» | Buck, Mills, Stipe | 3:15   |
| 2.            | «Auctioneer (Another Engine)»     |                    | 2:46   |
| 3.            | «Hollow Man»                      | Buck, Mills, Stipe | 2:44   |
| 4.            | «Supernatural Superserious»       | Buck, Mills, Stipe | 3:22   |
| 5.            | «Fall On Me»                      |                    | 2:48   |
| 6.            | «West of the Fields»              |                    | 3:13   |
| 7.            | «Horse to Water»                  | Buck, Mills, Stipe | 2:18   |
| 8.            | «Man-Sized Wreath»                | Buck, Mills, Stipe | 2:35   |
| 9.            | «Man on the Moon»                 |                    | 4:53   |
| Durada total: | Durada total:                     | Durada total:      | 27:54  |

### Cançons excloses
Les següents cançons van ser interpretades en el concert i enregistrades, però finalment descartades pel llançament d'iTunes:
- «Bad Day»
- «Houston»
- «Walk Unafraid»
- «I'm Gonna DJ»

## Crèdits
R.E.M.
- Peter Buck – guitarra
- Mike Mills – baix, veus addicionals
- Michael Stipe – cantant

Músics addicionals
- Scott McCaughey – guitarra, veus addicionals
- Bill Rieflin – bateria